# Денис Кашук
Денис Анатолійович Кашук — житель Сімферополя, рекламний агент. Переслідується окупаційною владою Криму.

## Життєпис
Денис Анатолійович Кашук народився у Красноперекопську. За фахом політолог. Вищу освіту здобув у Київському національного університету імені Тараса Шевченка. З 2011 року займався діяльністю в сфері реклами — надавав посередницькі послуги з реклами в ЗМІ. Його свідоцтво підприємця досі знаходиться в реєстрі YouControl як діюче.
У 2014 році Денис Кашук зареєструвався як підприємець в російському правовому полі і продовжив займатися рекламною діяльністю.

## Кримінальне переслідування
17 грудня 2019 року о 10:00 Денис Кашук перестав відповідати на телефонні дзвінки і не вийшов на роботу, тож дружина Дениса, Ольга Кашук, звернулася в поліцію із заявою про його зникнення. Представники поліції взяли у Ольги його фотографію і зубну щітку (на думку Ольги, для зразка ДНК). Наступного ранку співробітники ФСБ провели вдома у Кашука огляд. Вилучили техніку та електронні носії інформації, а також повідомили його дружині, що Дениса було затримано за підозрою у виготовленні вибухівки.
У відеозверненні родичів Кашука, його дружина заявила про побоювання, що Кашука під тортурами можуть змусити обмовити себе, а також, що він відмовився від найнятого сім'єю адвоката. Сам адвокат, Іслям Веліляєв, заявив, що побачився з Кашуком в будівлі ФСБ на наступний день після його затримання, проте той написав відмову від його послуг тому що «у нього вимагали». Веліляєв вважає, що Кашук прийняв таке рішення «під психологічним тиском». Пізніше Кашук відмовився і від другого найнятого сім'єю адвоката, Назіма Шейхмамебтова. Рідні Кашука хаявили, що вінзмушений був відмовляється від незалежних адвокатів заради безпеки своєї сім'ї.
20 грудня 2019 року перед судовим засіданням щодо обрання Кашуку запобіжного заходу, в єдиній з моменту затримання особистій розмові з матір'ю, Катериною Василівною Кашук, Денис попросив своїх батьків і дружину з дитиною покинути півострів через те, що на сім'ю «багато матеріалів». Згадучи розмову з сином, Катерина Василівна сказала, що він був «абсолютно пригнічений» і що «на нього чинять і фізичний і моральний тиск». Під час судового засідання Кашук клопотав про те, щоб судовий процес проходив у закритому режимі. За словами його колишнього адвоката, Назіма Шехймамбетова, такі дії з боку обвинувачених є рідкістю, адже тоді на судові засідання не допускають родичів. Шейхмамбетов також повідомив, що під час того засідання Кашук «дуже хвилювався» і постійно повторював "У мене все добре. Бережіть себе, " що, на думку адвоката, свідчить про «важкий емоційний стан» Кашука.
Інформаційний ресурс «Ґрати» пише, що під час судового засідання 20 грудня, Кашук, звертаючись до матері, сказав, що погодився з обвинуваченням, щоб захистити своїх рідних від можливих переслідувань:
|  | Я хочу, щоб все було швидко. Я хочу, щоб все швидко закінчилося. Це моя позиція, мій вибір. Головне, щоб ти не постраждала, щоб ніхто не постраждав. Постраждати можуть всі. Я все підписав, я в усьому зізнався. Будь ласка, головне, щоб від вас не було ніякої хвилі. Ніхто нас не звільнить. Тому я вибрав найправильніше, щоб ніхто не постраждав. |

Двоюрідна сестра Дениса Кашука, Олена Хусейнова, вважає, що окупаційна влада може використовувати сім'ю Кашука як об'єкт шантажу проти нього:
|  | Вони є об'єктом шантажу, і ми прекрасно знаємо, що Денис буде захищати не себе, а своїх близьких. Про це говорить і відмова від незалежного адвоката — при тому, що він знає, що ми знайдемо йому кращих захисників в Криму. Ні, Денис відмовляється від допомоги найближчих людей. Значить, він змушений так зробити. (…) Поки що частина його сім'ї [дружина і маленький син] не покидає Крим і залишається об'єктом шантажу. |

27 грудня 2020 року стало відомо, що батьки Кашука виїхала з території півострова на материкову частину України, побоюючись переслідувань.
Мати Дениса Кашука в інтерв'ю Крим. Реаліі сказала, що її сина переслідують за проукраїнські погляди: «Ми взагалі проукраїнська сім'я. (…) Мою позицію в місті знали багато, тому що я працювала у виконкомі, у відділі архітектури. Навіть якщо він [Денис Кашук] не виходить на мітинги 24 серпня, не підтримує відкрито кримськотатарську спільноту, не перебуває в українському або кримськотатарською русі — досить того, що людина буде жартувати з цього приводу, що буде зрозуміло, що вона думає.»
Інформаційний ресурс «Ґрати» стверджує, що справа Кашука розглядалася під час одного засідання, в особливому порядку — без дослідження доказів. 6 квітня 2020 року де-факто Армянський міський суд в Криму визнав Кашука винним в незаконному придбанні та зберіганні боєприпасів (ст. 222 Кримінального Кодексу РФ) і вибухових речовин (ст. 222.1 Кримінального Кодексу РФ), а також контрабанді вибухівки (ст. 226.1 Кримінального Кодексу РФ). Кашука було засуджено до 3 років і 8 місяців позбавлення волі в колонії загального режиму. Адвокат Кашука, Сергій Лєгостов, повідомив, що Кашук не збирається оскаржувати вирок.
В день винесення вироку, інформаційний ресурс «Ґрати» опублікував матеріал, в якому стверджується, що Кашук «в своїх показаннях розповідав», що був завербований ГУР України в 2016 році: навесні 2016 року він звернувся до паспортного столу Дніпровського району Херсона для отримання українського паспорта. Там його запросили на співбесіду зі співробітником ГУР України, який сказав, що рекламне агентство, де працює Кашук, виконувало замовлення для російських органів влади в Криму і назвав це «співпрацею з окупаційним режимом». Він запропонував Кашуку «виправитися» — надавати необхідну інформацію, на що Кашук змушений був погодитися. У листопаді 2017 року, під час чергової зустрічі зі співробітником ГУР в Херсоні, Кашук отримав літературу про вибухові речовини і пластиковий пакет з рідкою вибухівкою і детонаторами, захованими в пральному порошку. В той же день, після повернення до Криму, за порадою співробітників ГУР, Кашук переклав вибухівку і детонатори в інші тари і сховав їх у схованках, які були знайдені співробітниками ФСБ 18 грудня.

## Реакція на переслідування
Друг Дениса Кашука, експерта громадської організації «Слово і діло», Валентина Гладких, відреагував на арешт Дениса Кашука постом у Facebook:
|  | З шоком дізнався, що черговим в'язнем путінського репресивного режиму в анексованому Криму став мій давній близький друг. В черговий раз переконуюся, що сьогодні в анексованому Криму навіть просто бути українцем — це акт тероризму, за що тебе можуть затримати, катувати, вибиваючи зізнання, і суворо карати. Закликаю всіх небайдужих надати розголосу цьому черговому злочину путінського режиму і не дозволити репресивній машині Кремля розправитися зі ще одним українцем, який не втратив почуття власної гідності, опинившись в умовах окупації. |

Володимир Бугров, проректор Київського національного університету імені Тараса Шевченка, де вчився Кашук, в інтерв'ю Крим.Реалії сказав:
|  | Мені здається, що окупаційна влада Криму могла за нього взятися тільки тому, що він навчався в Києві, має друзів тут, які є досить публічними людьми. Це могло стати приводом для цих фейковий звинувачень. Але я ніколи не повірю, що він міг зберігати якісь боєприпаси. Я знаю людей, які зі зброєю в руках можуть відстоювати свободу України. Денис більше аналітик, журналіст, політолог, який словом і думкою може це робити. Але я сумніваюся, що він може зі зброєю або тим більше з вибухівкою зробити якийсь теракт. |

МЗС України висловило протест Росії через вирок окупаційного суду Денису Кашуку:
|  | Окупаційна влада позбавила Д. Кашука належного права на захист, зокрема, допустила до справи незалежного адвоката тільки на стадії судового розгляду, а також чинила психологічний тиск на затриманого у вигляді погроз на адресу його родичів. Окремі члени сім'ї внаслідок таких загроз були змушені покинути окупований півострів. Розцінюємо такі дії окупаційної влади Криму як продовження політичних репресій проти громадян України, які живуть в умовах окупації. |

## Сім'я
Дружина — Ольга Кашук, неповнолітній син.